# Isaac Sweers
Isaac Sweers (ur. 1 stycznia 1622 w Nijmegen, zginął 21 sierpnia 1673 w bitwie pod Texel) – holenderski admirał.
W latach 1641–1645 był urzędnikiem w Brazylii. Aresztowany przez Portugalczyków i przewieziony do Lizbony zdołał uciec i powrócić do Holandii. Później pływał we flocie handlowej, a w 1649 roku wstąpił do holenderskiej marynarki wojennej. W 1666 roku był wiceadmirałem, zasłużonym w bitwie czterodniowej oraz w służbie na Bałtyku. W czasie III wojny angielsko-holenderskiej (1672-1674) brał udział w bitwie pod Solebay.
Jego imieniem został nazwany niszczyciel Hr.Ms. „Isaac Sweers” z czasów II wojny światowej oraz fregata „Isaac Sweers” z 1967 roku.